# Edward Fuglø
Edward Fuglø, född 1965 i Klaksvík, är en färöisk konstnär. Han utbildade sig på konsthögskola i Danmark och arbetade på 1990-talet med scenografi för teater, TV och filmer som Bye Bye Bluebird (1999), där han även formgav kostymerna. Fuglø har även illustrerat böcker och fick Nordisk Skolebibliotekarforenings Børnebogspris 2001 för sina barnboksillustrationer.
Färöarna är ofta ett tema i Fugløs konst och verken har ofta humor.